# Tartumaa
Tartumaa vagy Tartu megye (észtül: Tartu maakond) Észtország 15 megyéjének egyike. Az ország keleti részén fekszik, északról a Jõgevamaa, délről Põlvamaa megye, délnyugatról Valgamaa, nyugatról Viljandi megye határolja, keletről Oroszország határolja.
Tartu, Észtország második legnagyobb városa is ebben a megyében található.

## A megye közigazgatása
Harjumaa területe 3 városra (észtül: linn) és 19 községre (észtül: vald) oszlik

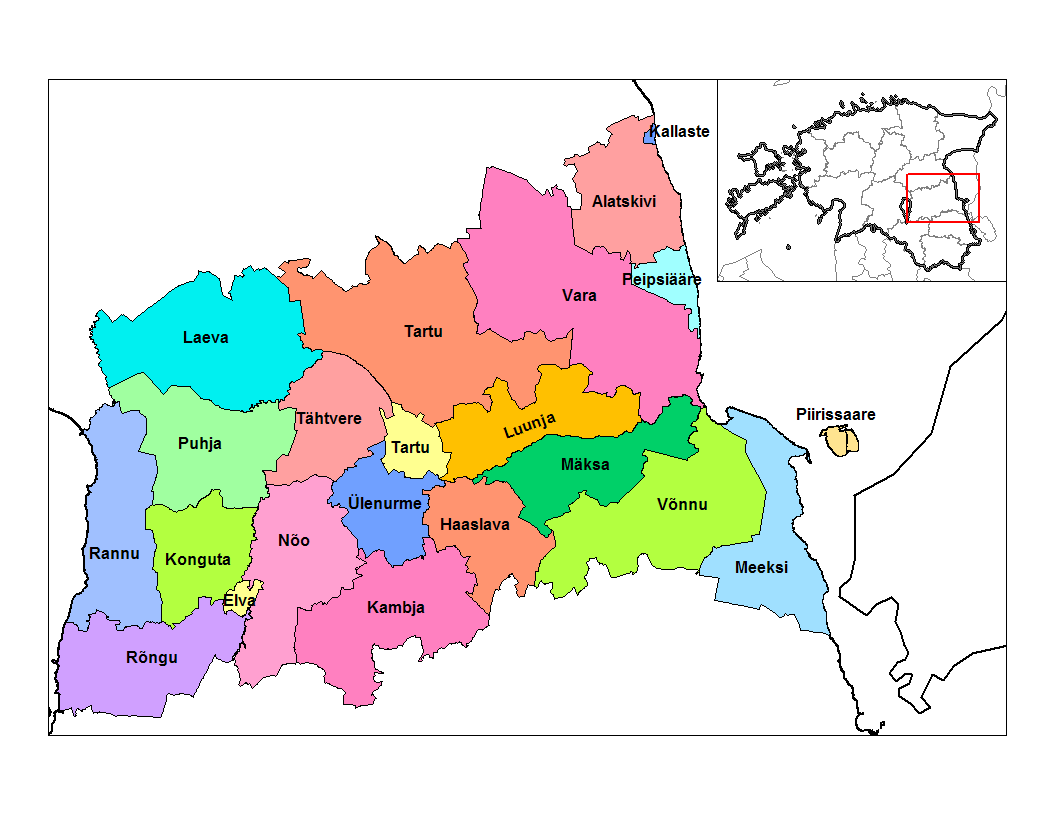
Tartu megye községei

Városok:
- 1 Elva
- 2 Kallaste
- 3 Tartu

Községek:
- Alatskivi
- Haaslava
- Kambja
- Konguta
- Laeva
- Luunja
- Meeksi
- Mäksa
- Nõo
- Peipsiääre
- Piirissaare
- Puhja
- Rannu
- Rõngu
- Tartu
- Tähtvere
- Vara
- Võnnu
- Ülenurme

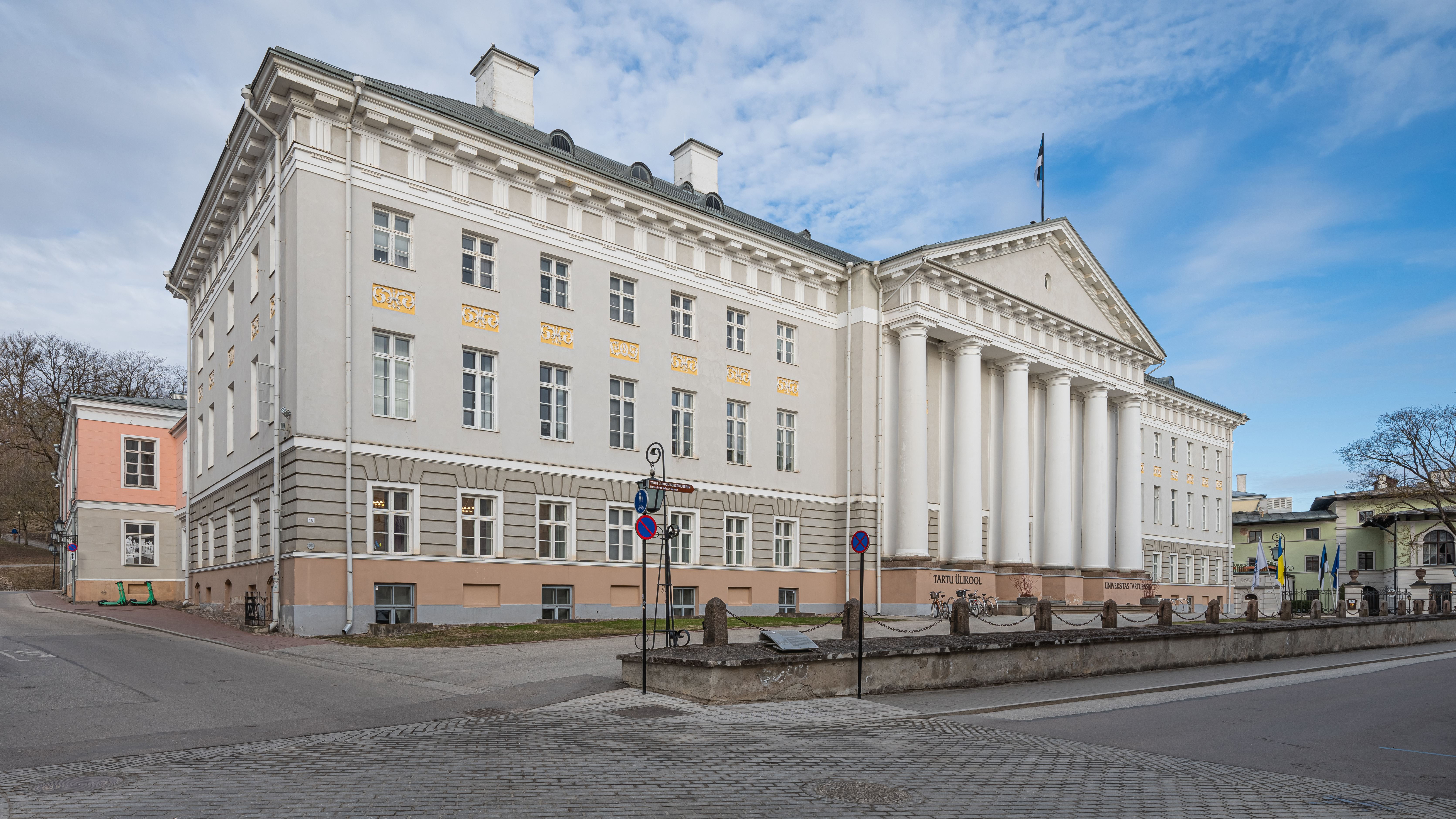
Tartui Egyetem
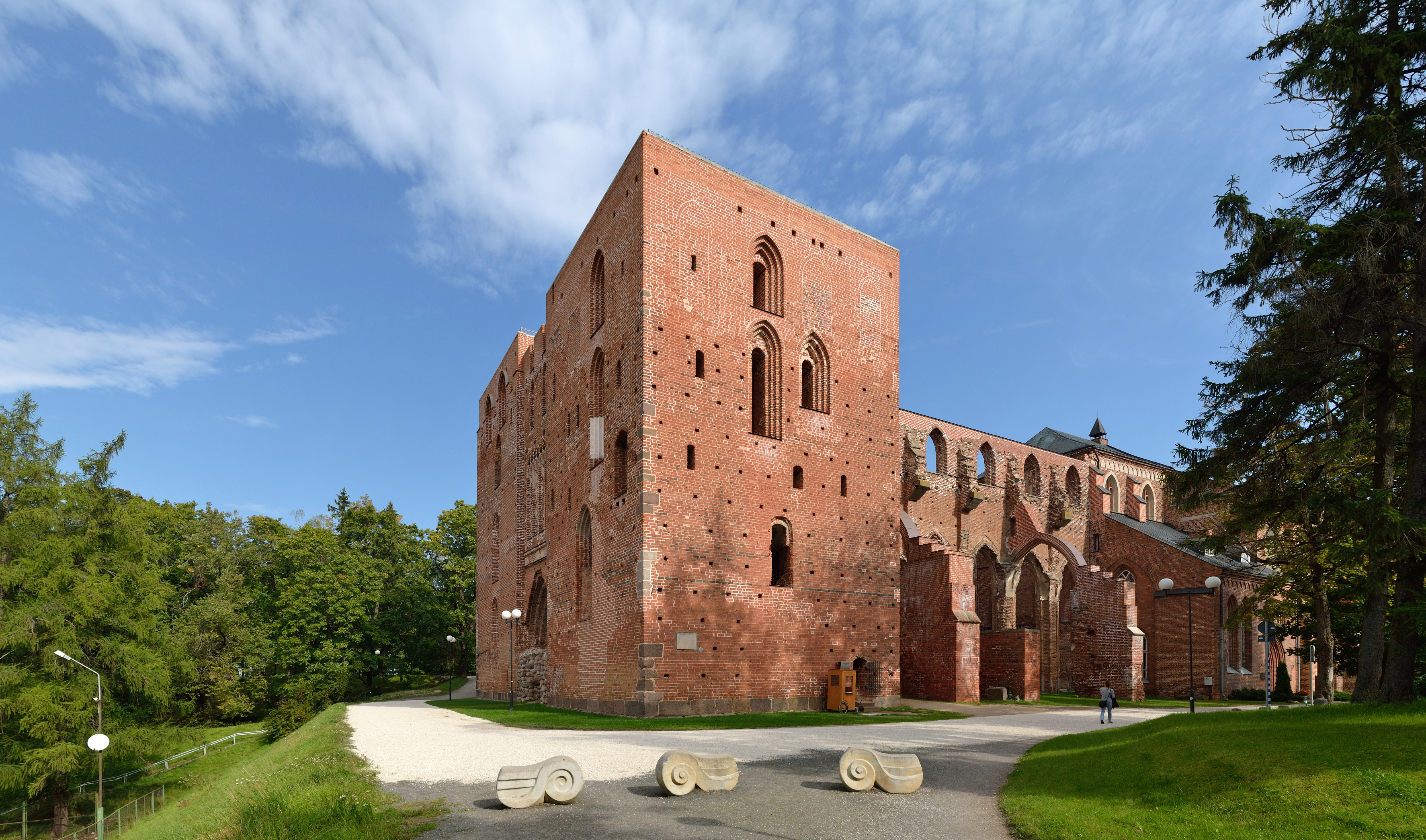
Tartui székesegyház
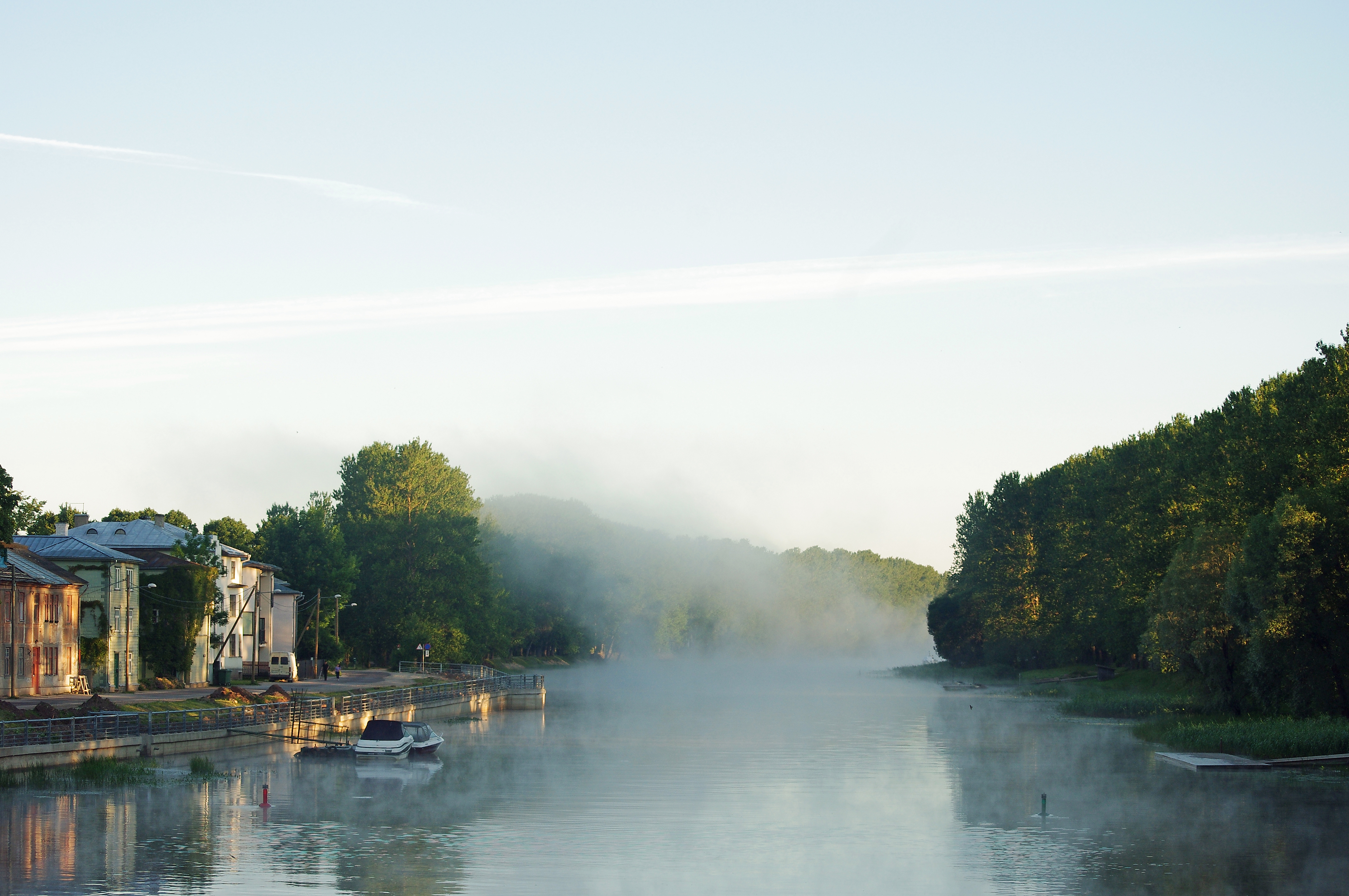
Emajõgi
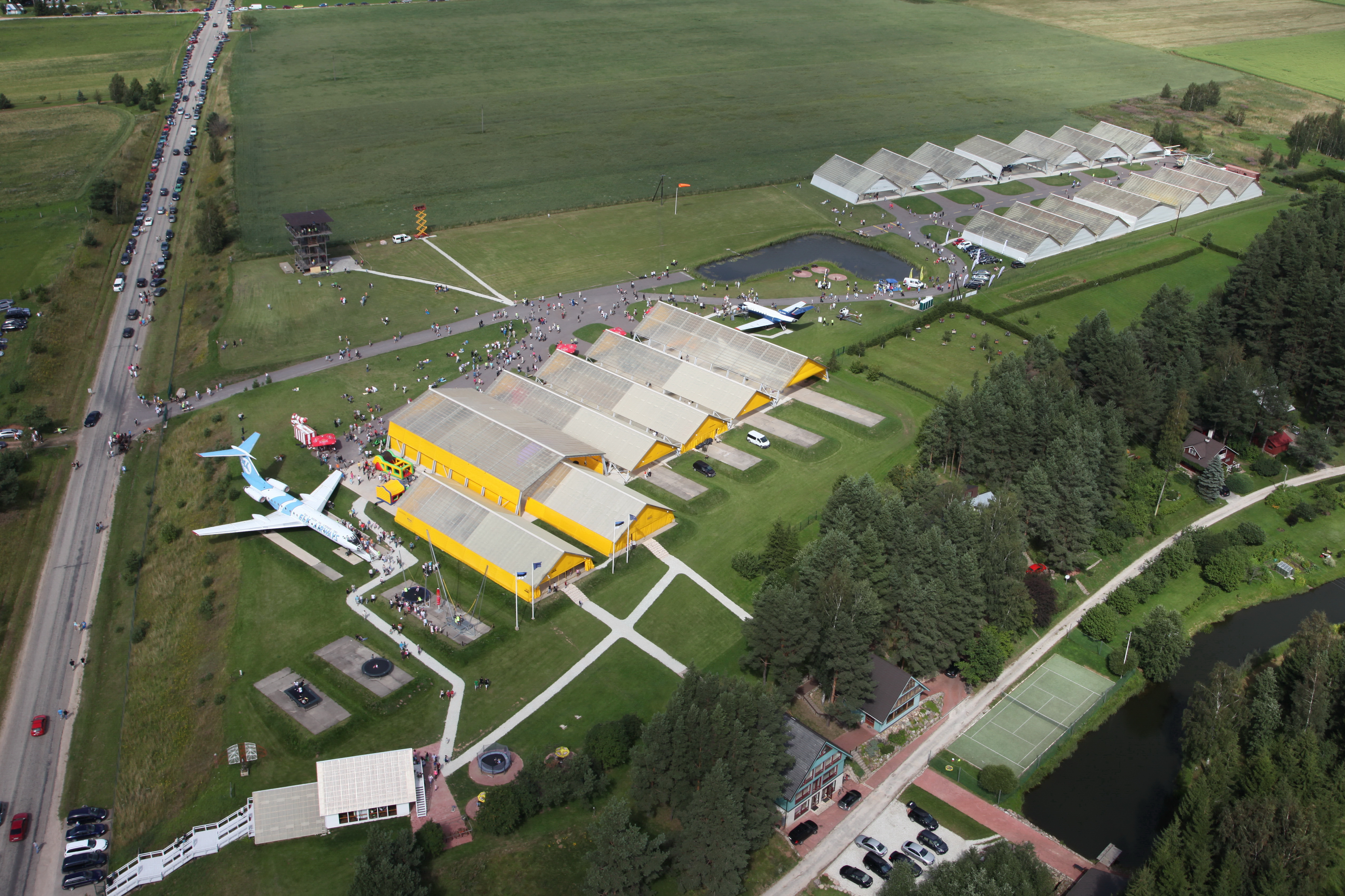
Észt Repülési Múzeum
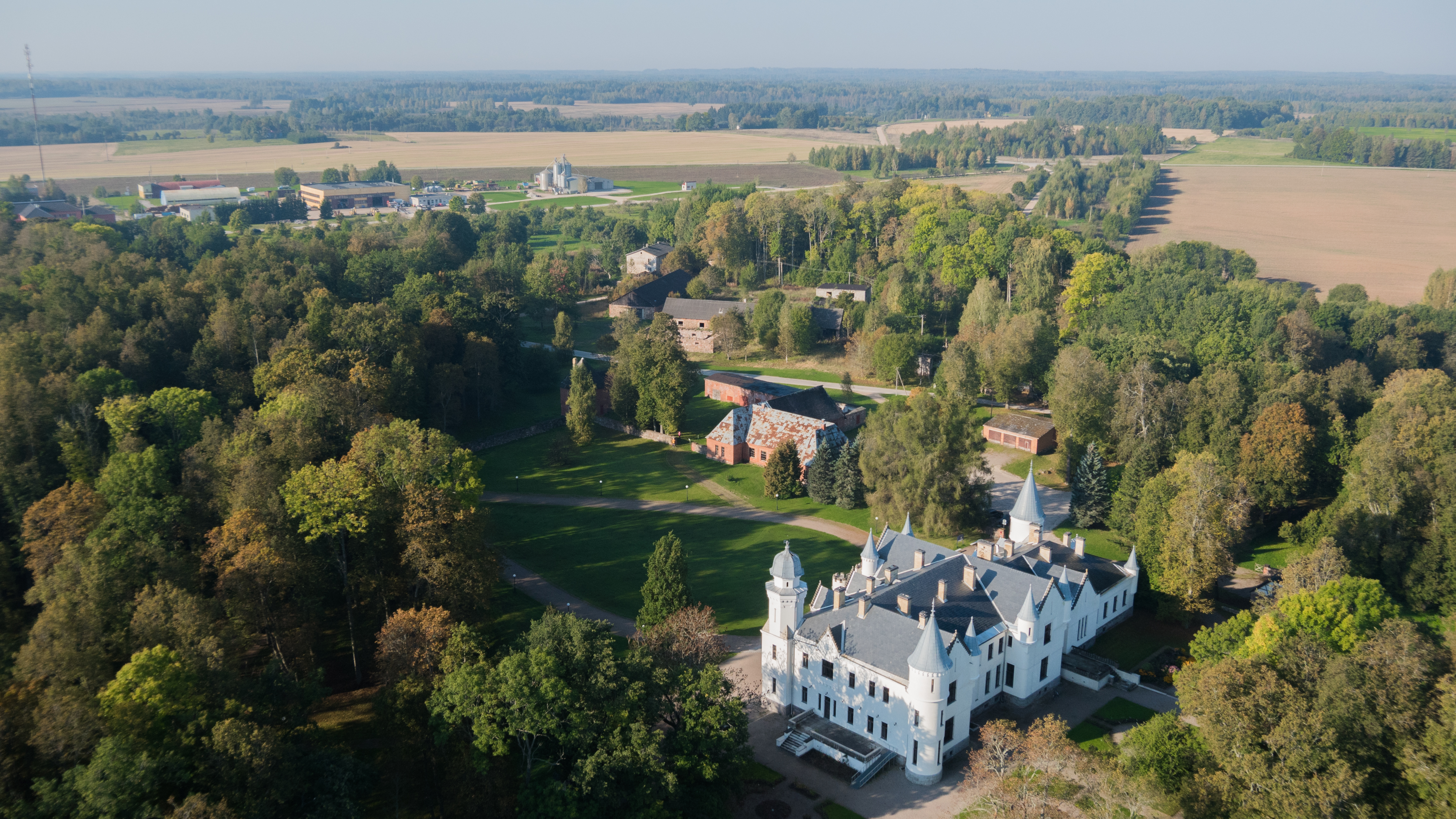
Alatskivi
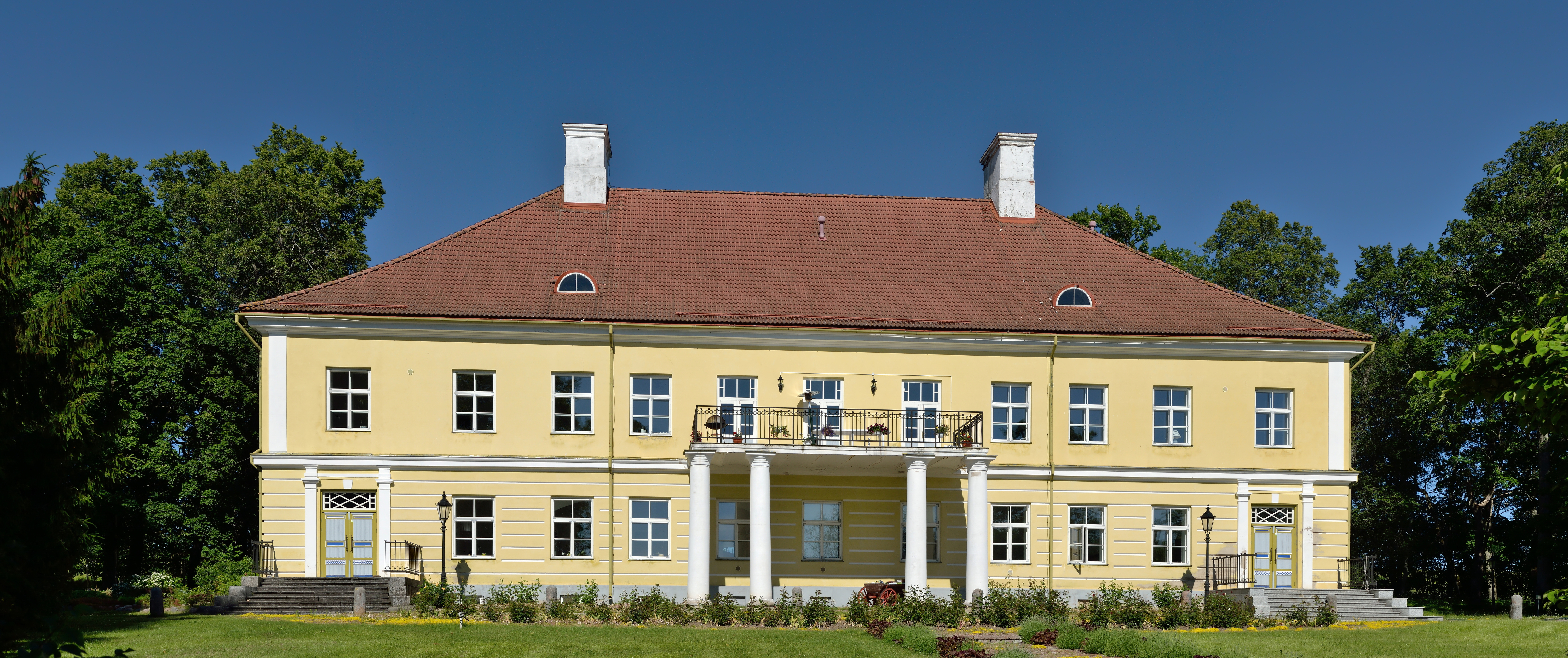
Saadjärve
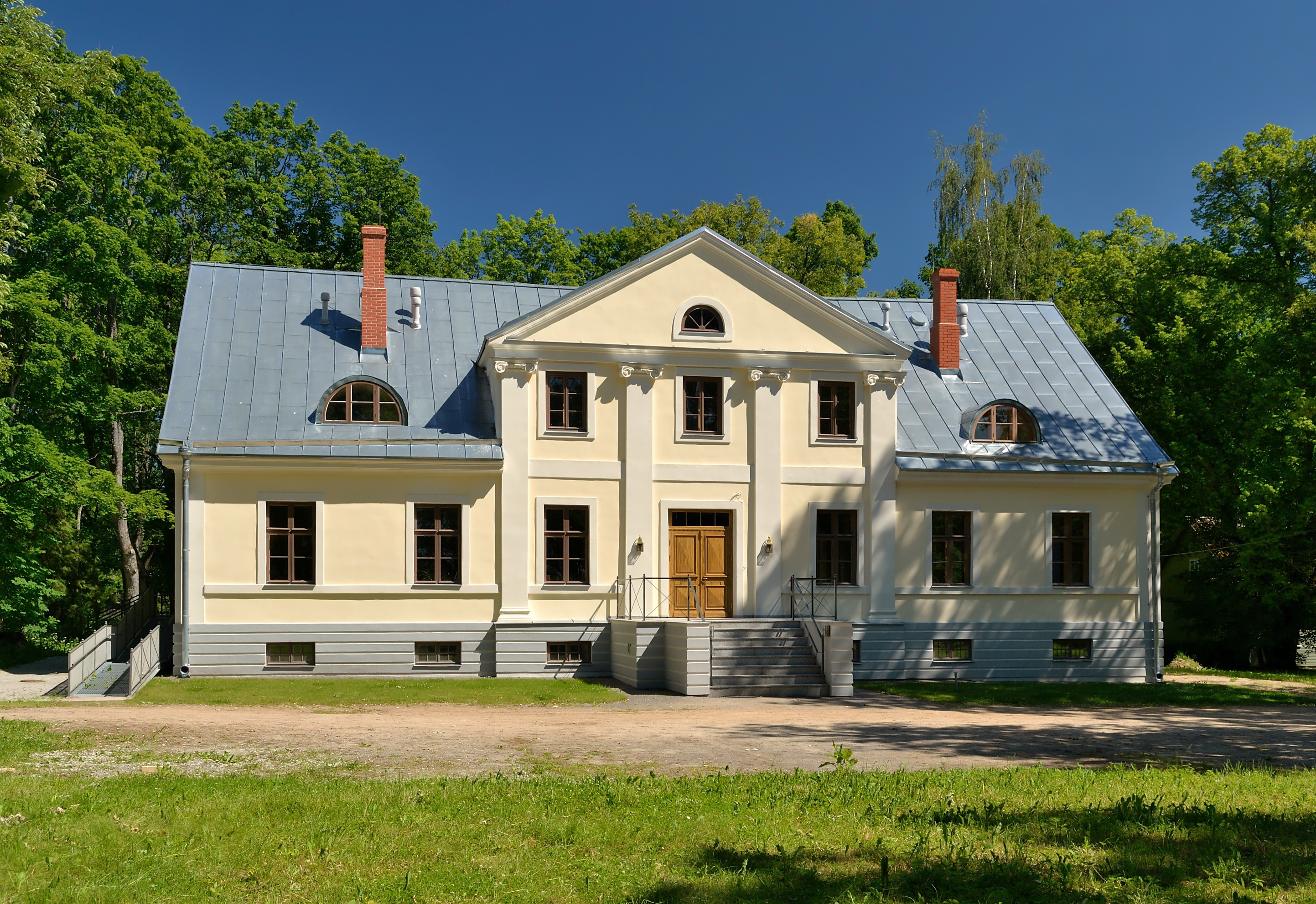
Tammistu
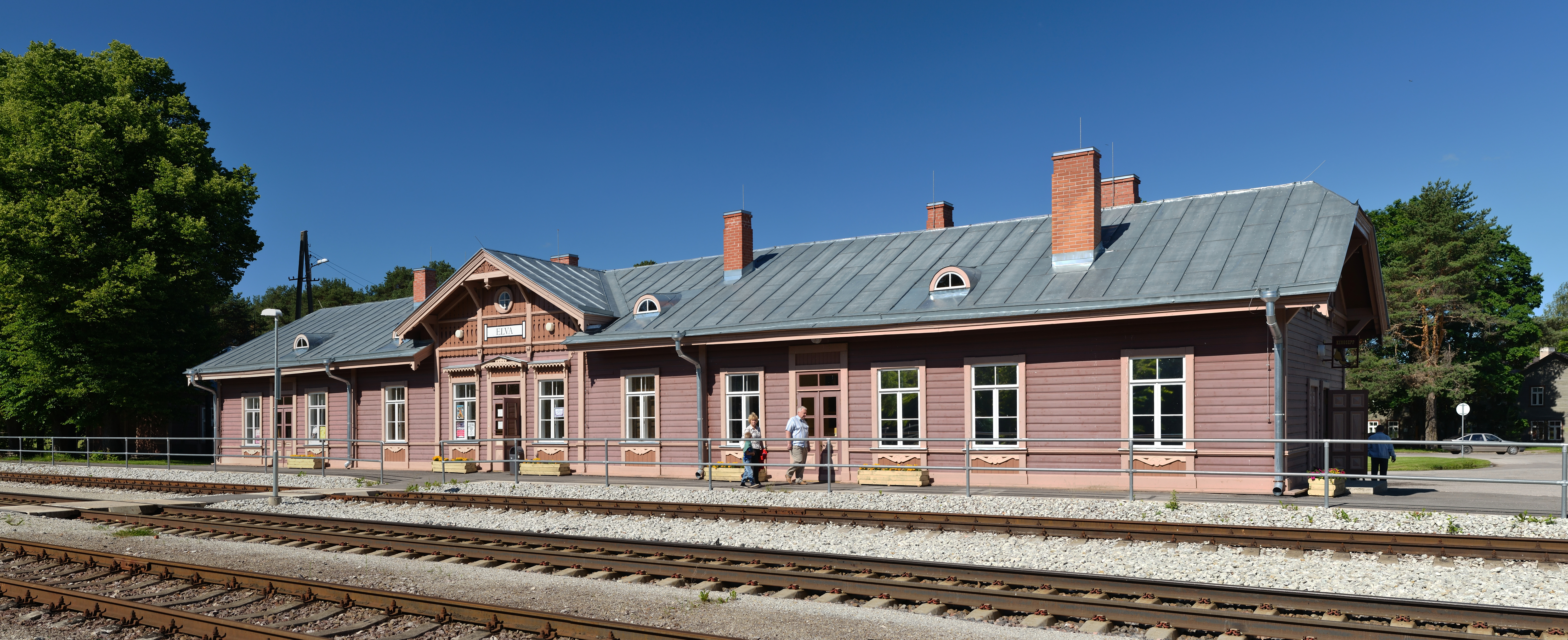
Elva